# Lake Mahinapua
Der Lake Mahinapua ist ein See in der Region West Coast auf der Südinsel von Neuseeland.

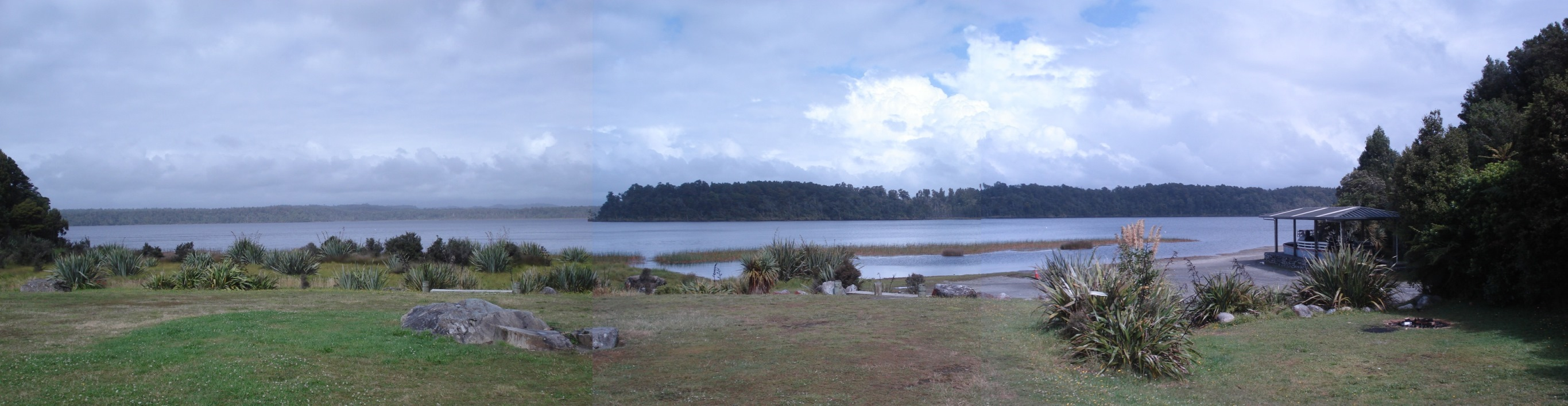
Blick über den Lake Mahinapua

## Geographie
Der Lake Mahinapua, der eine rechtwinklig abgeknickte Form besitzt, befindet sich nahe der Küste zur Tasmansee, rund 8 km südsüdwestlich von Hokitika. Mit einer Flächenausdehnung von rund 3,9 km² erstreckt sich der nach Südwesten ausgerichtete und schmalere Arm des Sees über eine Länge von 3,0 km und der nach Südosten ausgerichtete und breitere Arm weist eine Länge von rund 2,5 km auf.
Der See wird von verschiedenen kleineren und größeren Creeks (Bäche) gespeist und entwässert nach Norden über den Mahināpua Creek/Tūwharewhare.
An der Westseite des Sees, zwischen dem See und dem Küstenstreifen verläuft der von Hokitika kommende New Zealand State Highway 6.

## Geschichte
Der Lake Mahinapua war ursprünglich einmal eine Lagune, doch Dünenwanderungen trennten die Lagune von der See ab und machten das Gewässer zu einem Binnensee. Heute trennt ein zwischen rund 980 m und 1500 m breiter Streifen den See von der Tasmansee.
1907 wurde der See und das ihn umgebende Land zu einem Scenic Reserve erklärt, ähnlich einem Landschaftsschutzgebiet, und im Jahr 2012 ermöglichte der neu geschaffenen Treetop Walk einen Blick auf den See. Weitere Wanderwege in Seenähe sind der Mananui Tramline Track, der Picnic Point Track, und der Jum Michel Walk in Verbindung mit dem Swimmers Beachs Walk.

## Campingplatz
An der Westseite des Sees an der Shanghai Bay befindet sich ein vom State Highway zugänglicher Campingplatz.